# Antler Creek
Antler Creek är ett vattendrag i Kanada.   Det ligger i provinsen British Columbia, i den centrala delen av landet, 3 400 km väster om huvudstaden Ottawa. Antler Creek ligger vid sjön Kibbee Lake.
I omgivningarna runt Antler Creek växer i huvudsak barrskog. Trakten runt Antler Creek är nära nog obefolkad, med mindre än två invånare per kvadratkilometer.